# Dinamo Sverdlovsk
Dinamo Sverdlovsk (Russisch:Динамо Свердловск) was een voetbalclub uit de Sovjet-Unie uit de stad Sverdlovsk, thans Jekaterinenburg.

## Geschiedenis
De club werd opgericht in 1936 en nam dat jaar al deel aan de beker, waarin ze in de eerste ronde Zenit Izjevsk met 1-11 verpletterden. In de 1/16 finale verloren ze van Dinamo Rostov. In 1937 nam de club deel aan het enige jaar dat er een vijfde klasse gespeeld werd. De club eindigde samen met Dinamo Tsjeljabinsk en verloor dan de testwedstrijd om de titel. In 1947 speelde de club in de tweede klasse, waar ook stadsrivaal ODO speelde. Een jaar later kwam daar ook nog Avangard bij. Dinamo eindigde vijfde op dertien clubs. Het volgende seizoen eindigde de club nog in de middenmoot. In 1950 werd de competitie grondig hervormd en hierna hield de club op te bestaan.  